# Erich Petersen
Erich Karl Alexander Petersen (Heidelberg, 25 agosto 1889 – Allmannshausen, 4 luglio 1963) è stato un generale tedesco durante la seconda guerra mondiale.

## Biografia
Di famiglia originaria svedese, Petersen prestò servizio come comandante della 7. Flieger-Division sino alla sua promozione al comando generale del IV. Luftwaffe-Field-Corps. Egli fu inoltre comandante generale del LXXXX Corpo d'armata prima di essere catturato dall'armata francese, processato per crimini di guerra e poi rilasciato dopo un periodo di detenzione perdurato cinque anni dall'8 maggio 1945 al 18 gennaio 1950.
Dopo la guerra si ritirò a vita privata morendo nel villaggio di Allmannshausen il 4 luglio 1963.